# 旧保守主义
旧保守主义（英語：Paleoconservatism），又译古保守主义，是主要存在于美国的一种保守主义政治哲学思想，強調美國民族主義、基督教倫理、地區主義和傳統保守主義。旧保守主義與1930年代和1940年代反對新政的舊右派以及旧自由意志主義和右翼民粹主義在思想上重疊。
新保守主義和旧保守主義這兩個詞是在越南戰爭爆發以及干涉主義者和孤立主義者之間的美國保守主義分歧之後創造的。那些支持越南戰爭的人隨後被稱為新保守主義者（干預主義者），因為他們標誌著與傳統保守主義者（孤立主義者）一直支持的民族主義孤立主義的決定性分裂。

## 名称
旧（paleo）源于希腊词根palaeo-。此名称暗示对比新保守主义，其是一种更具历史意义，更正宗的保守主义传统。里奇·勞瑞认为此名称专门设计来掩饰它事实上是一种新近创造的后冷战时代意识形态 
J. Patrick Lewis在1984年十月期的《国家》杂志最早使用“旧保守主义”一词来描述某些试图重新定义贫困的学院派经济学家。美国传统词典非正式的收入此词，意为“在政治事务中极端顽固的保守主义”

## 评论
根據國際關係學者邁克爾·弗利（Michael Foley）的說法，“旧保守派要求限制移民、縮減多元文化項目和大規模人口變化、聯邦政策的權力下放、恢復對自由貿易的控制、更加強調經濟民族主義和美國外交政策中的不干涉主義”。
歷史學家喬治·霍利（George Hawley）表示，唐納德·特朗普雖然受到旧保守主義的影響，但不是旧保守主義者，而是右翼民族主義者和民粹主義者。霍利還指出，旧保守主義今天是美國政治中的一股枯竭力量。但在一段時間內，它代表了對主流保守主义運動最嚴重的右翼威脅。無論特朗普本人如何歸類，其他人都認為被稱為特朗普主義的運動得到了旧保守主義的支持，如果不是重新命名的話。由此看來，旧保守主义的追隨者並沒有那麼輕易地淡出，繼續在共和黨乃至整個國家產生重大影響。